# Supercoppa italiana 2016 (pallavolo maschile)
La Supercoppa italiana 2016 si è svolta dal 24 al 25 settembre 2016: al torneo hanno partecipato quattro squadre di club italiane e la vittoria finale è andata per la terza volta, la seconda consecutiva, al Modena Volley.

## Regolamento
Le squadre hanno disputato semifinali, finale per il terzo posto e finale.

## Squadre partecipanti
| Squadra            | Qualificazione                            | Ultima partecipazione    |
| ------------------ | ----------------------------------------- | ------------------------ |
| Modena             | Qualificata alla Champions League 2016-17 | Supercoppa italiana 2015 |
| Sir Safety Perugia | Qualificata alla Champions League 2016-17 | Debutto                  |
| Lube               | Qualificata alla Champions League 2016-17 | Supercoppa italiana 2014 |
| Trentino           | Qualificata alla Coppa CEV 2016-17        | Supercoppa italiana 2015 |

## Torneo
|  | Semifinali           | Semifinali           | Semifinali         |                    |        | Finale 1º/2º posto | Finale 1º/2º posto | Finale 1º/2º posto |  |
|  |                      |                      |                    |                    |        |                    |                    |                    |  |
|  | Modena               | Modena               | 3                  |                    |        |                    |                    |                    |  |
|  | Modena               | Modena               | 3                  |                    |        |                    |                    |                    |  |
|  | Trentino             | Trentino             | 1                  |                    |        |                    |                    |                    |  |
|  | Trentino             | Trentino             | 1                  |                    | Modena | Modena             | 3                  |                    |  |
|  |                      |                      |                    |                    | Modena | Modena             | 3                  |                    |  |
|  |                      |                      | Sir Safety Perugia | Sir Safety Perugia | 2      |                    |                    |                    |  |
|  | Lube                 | Lube                 | Sir Safety Perugia | Sir Safety Perugia | 2      | 1                  |                    |                    |  |
|  | Lube                 | Lube                 |                    |                    |        | 1                  |                    |                    |  |
|  | ' Sir Safety Perugia | ' Sir Safety Perugia | 3                  |                    |        | Finale 3º/4º posto | Finale 3º/4º posto | Finale 3º/4º posto |  |
|  | ' Sir Safety Perugia | ' Sir Safety Perugia | 3                  |                    |        |                    |                    |                    |  |
|  |                      |                      |                    |                    |        |                    |                    |                    |  |
|  |                      |                      |                    |                    |        | Lube               | Lube               | 3                  |  |
|  |                      |                      |                    |                    |        | Lube               | Lube               | 3                  |  |
|  |                      |                      |                    |                    |        | Trentino           | Trentino           | 2                  |  |

### Semifinali
| 24 settembre 2016 PalaPanini, Modena Durata: 1h:52 - Spettatori: 4 530 | Modena | 3 - 1 | Trentino           | 25-19, 25-23, 21-25, 25-23 |
| 24 settembre 2016 PalaPanini, Modena Durata: 1h:52 - Spettatori: 4 530 | Lube   | 1 - 3 | Sir Safety Perugia | 22-25, 25-21, 29-31, 19-25 |

### Finale 3º posto
| 25 settembre 2016 PalaPanini, Modena Durata: 2h:14 - Spettatori: 4 000 | Lube | 3 - 2 | Trentino | 23-25, 25-20, 21-25, 26-24, 20-18 |

### Finale
| 25 settembre 2016 PalaPanini, Modena Durata: 2h:16 - Spettatori: 5 300 | Modena | 3 - 2 | Sir Safety Perugia | 25-22, 19-25, 25-22, 24-26, 17-15 |